# Genoveva Puig i Vilà
Genoveva Puig i Vilà (Barcelona?, 1900 - Barcelona, 27 de maig del 1986) va ser escriptora, professora de música, cantant i compositora.

## Biografia
Des de la seva infància va fer de cosidora, ajudant la seva mare, vídua de pocs recursos, que era modista. Va estudiar música amb Jaume Pahissa (composició) i Juli Pons i va ampliar la formació amb el fisiòleg de la veu Enrique O'Neill, de qui va ser alumna preferente i a qui va dedicar dues publicacions en homenatge i recordança.

Va ser autora de la lletra i la música de cançons, que cantava ella mateixa, i que va publicar en diverses edicions. També va ser autora d'alguna peça més instrumental, de qualitat 
| «                                   | ...los maestros, que hablan de ella con entusiasmo; los críticos, que la han ensalzado después de los recitales de sus canciones, y así el gran Pablo Casals, cuando le pidió su Aria para violoncelo para incorporarla al repertorio de sus conciertos | » |
| — Resenya de concert a l'ABC (1930) | |   |

Durant la dècada de 1930 va fer diverses gires de concerts per Catalunya, a Madrid i a París, acompanyada pel seu mestre i amic Juli Pons, interpretant-hi composicions de la música universal, i altres escrites per Pons o per ella mateixa. El 1934 va ser elegida presidenta de l'Asociación Cultural Femenina de Barcelona.
Acabada la Guerra Civil espanyola es va dedicar a l'ensenyament, i entre els anys 1957 i 1960 —pel cap baix— va ser professora i directora tècnica de cant de l'Instituto de Arte Lírico E. O'Neill de Barcelona, on difongué les bondats del mètode O'Neill per a l'educació i recuperació de la veu. Una de les seves deixebles, Carme Tulón, ha adaptat els seus ensenyaments per a corregir disfonies per mal ús de la veu. Altres cantants deixebles de Genoveva Puig van ser Montserrat Alavedra, Glòria Denicola, Elvira Lupo, Marta Morera, Maria Pujadas i Jaume Rovira.
Com a escriptora, va publicar diversos reculls de poesia i un llibre de narrativa. Va posar lletra a gairebé totes les seves cançons, i Juli Pons i del Castillo (1895-1974) li va musicar el poema Les flors de Divendres Sant.
Va estar casada amb Àngel Tarrach i Barrabia, de qui es va divorciar l'any 1935.

## Obres
Selecció
- A l'hora que el cel és bell (1931), per a veu i piano
- Ària per a piano i violoncel (1929)[9][2]
- Camí del molí (1926), cançó
- Cançó breu (1931), per a veu i piano
- Cançó de primavera (1929)[10]
- Cercant la nostra pau (1928), per a piano, violoncel i soprano
- Conhort (1929), cançó[11]
- Davant del portal (1926), cançó dedicada a Montserrat Alavedra
- Les flors del Divendres Sant (1926), poema de G. Puig musicat per Juli Pons per a quartet de piano, violí, violoncel i tenor
- Forma feliç dels matins (1931), cançó amb lletra de Maria Teresa Vernet
- Montseny (1933), poema
- Les muntanyes del Montsant (1929), cançó
- Nit (1929), per a veu i violoncel
- Oda al goig (1926), per a veu i orgue
- L'om (1926), per a veu i piano o orgue
- Lo pardal (1928), cançó
- El pomer florit (1927), cançó, dedicada a la cantant Concepció Callao
- La puntaire (1926), lied
- Quan ve la nit (1931), per a veu i piano
- Què seré yo? (1926), lied per a veu i piano
- Sol i ombra d'alzines (1929), per a veu i violoncel
- Sonoritats pirinenques (1929), per a piano. En quatre parts: Albada, El riu i la pluja, Els ocells, Bous i pastors
- Tardor (1931), per a veu i piano
- Vora el riu (1929), cançó